# Шортенс
Шортенс (нем. Schortens) — город в Германии, в земле Нижняя Саксония.
Входит в состав района Фризия. Население составляет 20 691 человек (на 31 декабря 2010 года). Занимает площадь 68,67 км². Официальный код — 03 4 55 015.
Город подразделяется на 12 городских районов.
| Год  | Население |
| ---- | --------- |
| 1990 | 19 421    |
| 1995 | 20 527    |
| 2000 | 21 240    |
| 2005 | 21 343    |
| 2010 | 20 801    |

## Фотографии

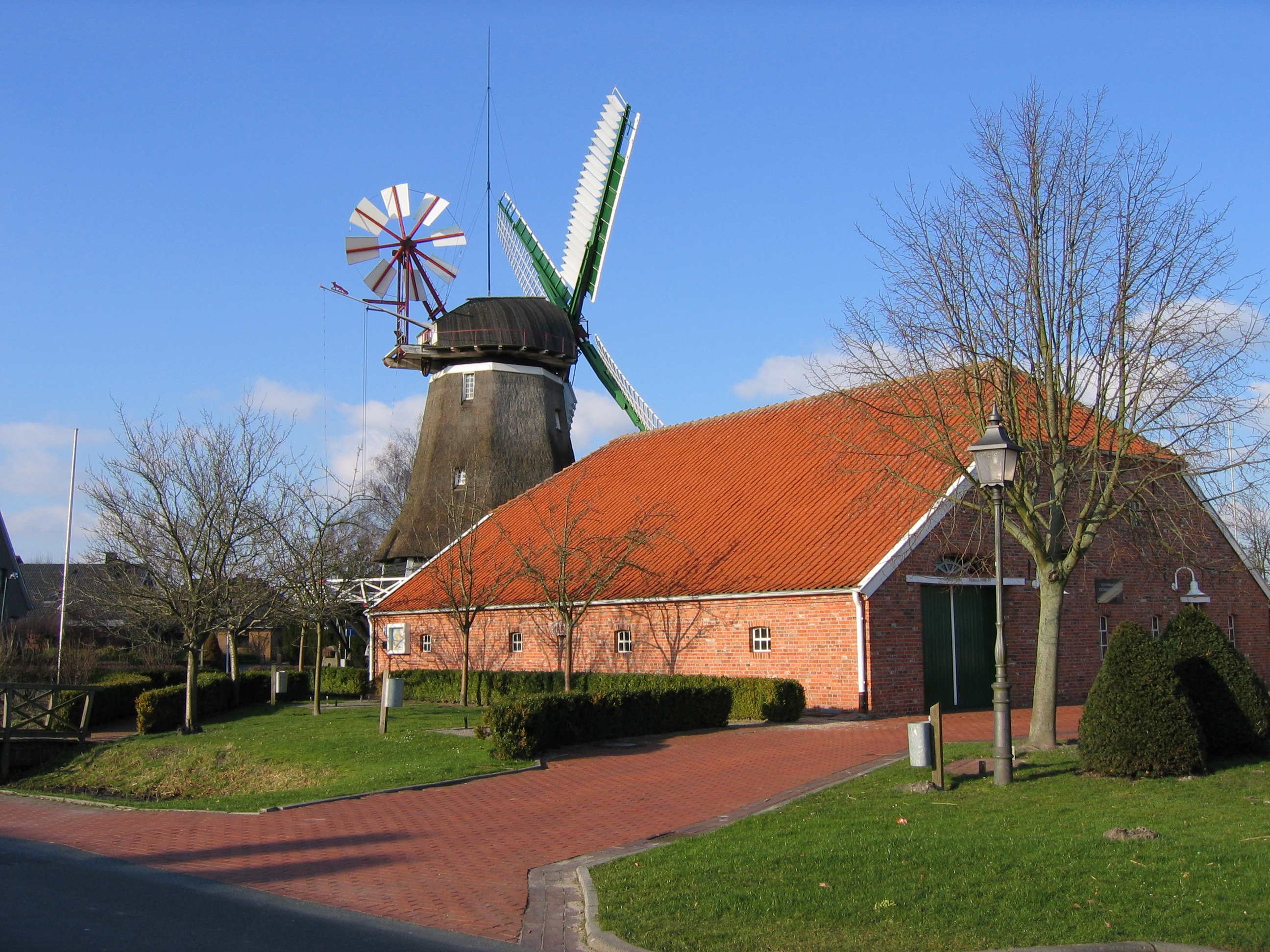
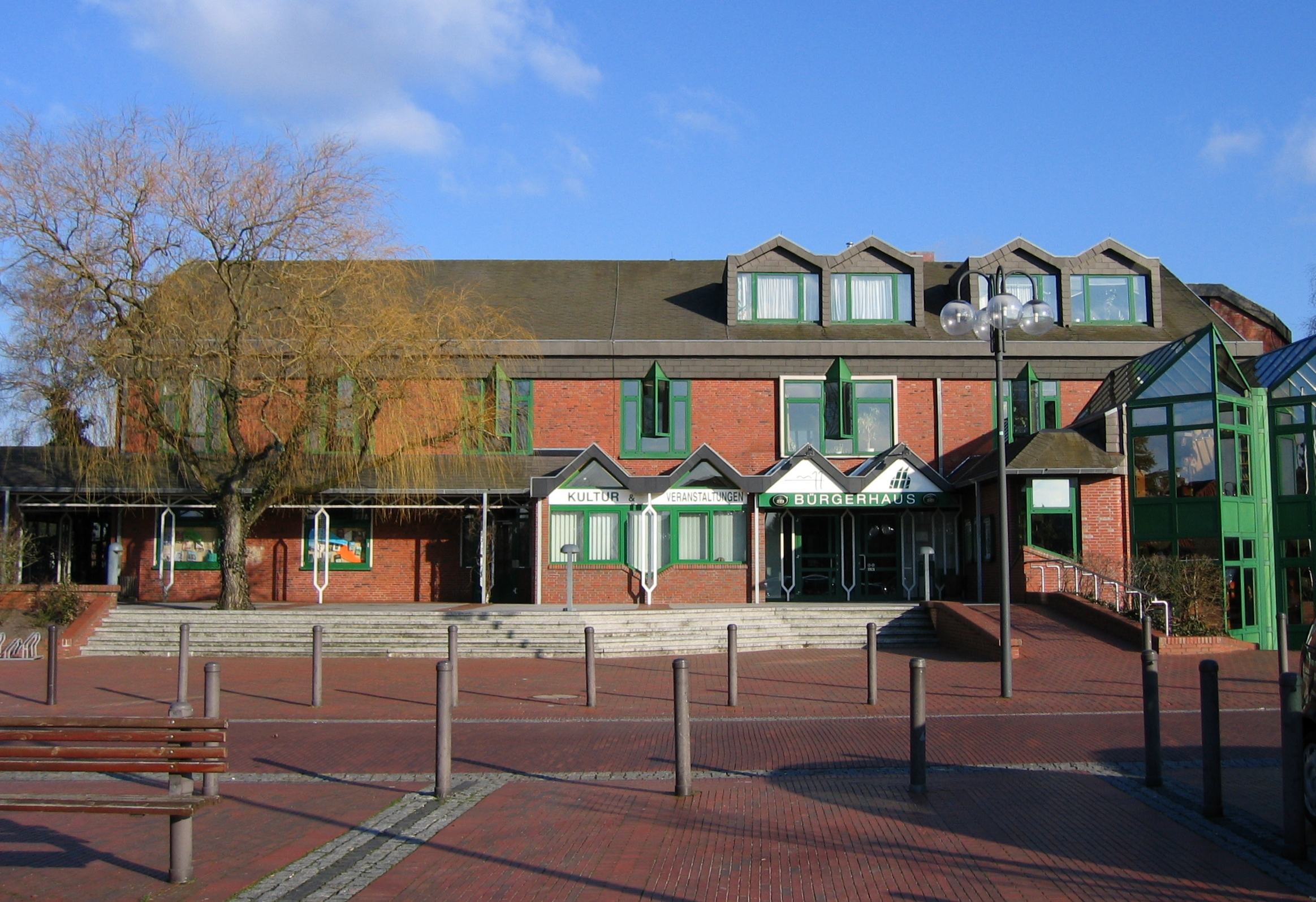